# جنگ رزها
جنگ رزها یا جنگ گل‌ها (به انگلیسی: Wars of the Roses) نام جنگ‌هایی بود که در نیمهٔ دوم سدهٔ پانزدهم در فاصلهٔ سال‌های ۱۴۵۵ تا ۱۴۸۵ بین دو خاندان قدرتمند لنکستر با نشان «گل سرخ» و خاندان یورک با نشان «رز سفید» و طرفداران آنها در انگلستان درگرفت. علت این درگیری‌ها تلاش هر یک از دو خاندان برای رساندن یکی از اعضای خود به پادشاهی انگلستان بود.
در طی این نبردها هر یک از دو طرف گاه پیروز میدان بودند اما سرانجام هنری تیودور از خاندان لنکستر در ۱۴۸۵ موفق به شکست دادن ریچارد سوم از خاندان یورک شد و با عنوان هنری هفتم تاجگذاری کرد. او سپس با الیزابت یورک ازدواج نمود و موجب اتحاد دو خاندان و پایان یافتن جنگ شد.

## تاریخچه
– نبرد تاوتون؛  – سایر نبردها؛  – سایر مکان‌ها
در ۱۴۶۱، انگلستان ششمین سال از جنگ‌های داخلی موسوم به جنگ رزها را پشت سر می‌گذاشت؛ جنگ‌هایی داخلی بین خاندان‌های یورک و لنکستر بر سر تصاحب تاج و تخت. لنکسترها، پشت‌گرم و دلخوش به پادشاهی هنری ششم بودند. یک مرد بی‌اراده که گاهی گرفتار حملات جنون می‌گردید. رهبر یورک‌ها در ابتدا، ریچارد یورک، سومین دوک یورک بود که همراهی تعداد اندکی از اشراف علاقه‌مند به پادشاهی‌اش را داشت. این همراهان عمدتاً خویشاوندان نزدیکش از خاندان بوفرت بودند که به انتظار بُروز علایم برتری قطعی از جانب یکی از دو حزب نشسته بودند. از آنجایی که دیوانگی ادواری و بی‌کفایتی هنری بر همگان محرز گشته بود، تلاش یورک‌ها برای از بین بردن علاقهٔ هنری نسبت به قدرت، با موضوع و دلمشغولی دیگر، باعث شعله‌ور شدن یک جنگ تمام عیار گردید. پس از دستگیری هنری در نبرد نورت‌همپتون به سال ۱۴۶۰، دوک، کسی که خون سلطنتی در رگ‌هایش جریان داشت، ادعای خودش نسبت به تاج و تخت را اعلام نمود. حتی نزدیک‌ترین حامیان یورک‌ها در میان اشراف تمایلی به غصب سلطنت به واسطهٔ اصل و نسب نداشتند. در عوض آن، اشراف، با اکثریت آرا یک بند مهم از اعلامیه سازش مبنی بر تصاحب تاج و تخت توسط یورک‌ها و وارثان آن‌ها پس از مرگ هنری را به اجرا گذاشتند.
ملکه انگلستان، مارگارت آنژو، از قبول مقدمات خلع ید فرزندش، ادوارد، سر باز زد چرا که آن را حق قانونی وی می‌پنداشت. ملکه پس از پیروزی یورک‌ها در نبرد نورث‌همپتون به اسکاتلند فرار کرده بود. در آنجا مشغول تجهیز یک ارتش گردید، وی این وعده را به پیروانش داد که در ماه مارس به جنوب حرکت می‌کند و انگلستان را غارت خواهد نمود. حامیان لنکستری وی نیز در شمال انگلستان جمع گردیدند و آمادهٔ ورود وی گشتند. ریچارد، دوک یورک به همراه ارتش خود برای تقابل با این تهدید به حرکت درآمد، اما در دامی که در نبرد ویکفیلد انتظار او را می‌کشید، گرفتار و کشته شد. دوک و پسر دوم وی، ادموند، ارل روتلند، توسط لنکسترها گردن زده شدند و سر آن‌ها بر بالای نیزه‌ها در میکل‌گیت بار قرار گرفت که دروازهٔ ورود به شهرستان یورک بود. رهبری خاندان یورک به وارث دوک، یعنی ادوارد، رسید.
فاتحان نبرد ویکفیلد، به ارتش مارگارت ملحق شدند و به اتفاق رهسپار جنوب گردیدند. شهرها پس از عبور آن‌ها غارت می‌گردید و آن‌ها پس از شکست دادن ارتش یورک‌ها در دومین نبرد سنت آلبنز به رهبری ریچارد نویل، شانزدهمین ارل واریک، هنری را آزاد کردند و پس از آن به غارت خود تا رسیدن به لندن ادامه دادند، به همین خاطر شهر لندن از ترس غارت و چپاول حاضر به باز کردن دروازه‌های خود به روی هنری و مارگارت نشد. ارتش لنکستر از بابت منابع و آذوقهٔ مورد نیاز در مضیغه بود و وسایل لازم جهت گشودن شهر را نداشت، مارگارت آگاهی یافت که ادوارد، پسر بزرگ‌تر ریچارد یورک، در نبرد مورتیمرز کراس در هرفوردشایر به پیروزی رسیده و پس از آن به سمت لندن در حال حرکت است؛ بنابراین برای احتراز از برخورد با او به همراه لنکسترها به سمت شهر یورک عقب‌نشینی کرد. واریک و باقی‌مانده نیروهایش، در جهت پیوستن به نیروی ادوارد و یورک‌ها از سنت آلبانز حرکت کردند. لندن، همان ولایت از دست رفتهٔ هِنری، پذیرای ادوارد و ارتش وی بود و از آن‌ها استقبال به عمل آورد. یورک‌ها نیازمند یک توجیه پذیرفتنی و منطقی در جهت ادامهٔ مناقشه علیه پادشاه و پیروان لنکستری‌اش بودند. در چهارم مارس، واریک پادشاهی رهبر جوان یورک‌ها را با عنوان شاه ادوارد چهارم اعلام نمود. اعلامیهٔ این نائل شدن بسیار بزرگ‌تر و پرشورتر از ادعای مطرح شده توسط پدرش، ریچارد یورک بود که چندی قبل‌تر مطرح شده بود. تعدادی از نجبا و اشراف سابق این عمل را مغایر با خواستهٔ پدر ادوارد در جهت جلوس بر تخت پادشاهی می‌پنداشتند و به منزلهٔ خیانت در پیمانی بود که با لنکسترها منعقد گردیده بود.

ارتش یورک‌ها (به رنگ سفید) و لنکسترها (به رنگ قرمز) در حال عزیمت به سمت تاوتون.

کشور حالا دیگر دارای دو پادشاه شده بود و این وضعیتی بود که نمی‌توانست برای مدت طولانی دوام داشته باشد؛ به‌خصوص اگر ادوارد به شکل رسمی تاجگذاری می‌کرد. ادوارد اعلام نمود هر لنکستری که هنری را ترک کند مورد عفو قرار می‌گیرد. این حرکت یک پیروزی متقدم به‌خصوص در مورد روستایی‌ها و اشخاص غیر اشرافی بود. پیشنهاد او شامل توانگران و اشراف لنکستر نمی‌گردید. پادشاه جوان پیروانش را فراخواند و از آن‌ها خواست تا در جهت پس گرفتن شهرستان خانوادگی‌اش یورک و همین‌طور برکناری هنری از طریق نیروی نظامی به آن سمت لشکرکشی کنند. ارتش یورک‌ها از سه مسیر مختلف لشکرکشی کرد. عموی واریک، لرد فوکنبرگ، وظیفه یافت تا مسیر به سمت یورک را که توسط ادوارد رهبری می‌گردید، به عنوان مسیر اصلی پاکسازی نماید. دوک نورفوک به سمت شرق فرستاده شد تا نیروهای جدیدی را جلب و قبل از نبرد مجدداً به ادوارد بپیوندد. گروه واریک از طریق میدلندز به سمت غرب سپاه و گروه اصلی حرکت کرد. در بیست و هشتم مارس، عناصر پیشرو در ارتش یورک‌ها زمانی که قصد عبور از گذرگاه فری‌بریج در جهت تصرف پل رودخانه آیر را داشتند توسط نیروی کوچکی از لنکسترها مورد حمله قرار گرفتند و از مسیر اصلی منحرف شدند. این حمله توسط گروه کوچکی شامل ۵۰۰ سرباز به رهبری جان کلیفورد، نهمین بارون دی کلیفورد شکل گرفته بود، این مواجهه در تاریخ به عنوان نبرد فری‌بریج مشهور گردید.
تجربهٔ رویارویی جنگی باعث گردید تا ادوارد نیروهای اصلی خود را به سمت پل بفرستد و تن به یک نبرد خسته‌کننده دهد. اگر چه یورک‌ها از لحاظ عددی برتری داشتند، اما باریکی پل و تنگی فضای نبرد باعث ادامهٔ جنگ در شرایط مساوی گردید. ادوارد، فوکنبرگ و سواران تحت امر وی را به معبر رودخانه در منطقه کستل‌فورد فرستاد که حفاظت از آن به هنری ارل نورتمبرلند سپرده شده بود، اما هنری دیر رسید، درست همان زمانی که نیروی یورک‌ها از معبر عبور کرده بودند و برای حمله به لنکسترها از سمت مخالفشان به طرف فری‌بریج می‌تاختند. لنکسترها عقب‌نشینی نمودند اما تا دینتینگ دال تعقیب و در همان منطقه همگی آن‌ها کشته شدند، کلیفورد به واسطهٔ اثابت نیزهٔ یک کمان به گلویش کشته شد. پس از پاکسازی مناطق اطراف از نیروهای دشمن، یورک‌ها اقدام به بازسازی و تعمیر پل نمودند و با تبدیل آن به یک اردوگاه موقت، یک شب را در شربورن-این-المت گذراندند. ارتش لنکسترها به سمت تدکستر حرکت کرد، در حدود ۲ مایل (۳٫۲ کیلومتر) در شمال تاوتون و در آنجا اردوگاه خودش را برپا نمود. در آغاز سپیده‌دم روز بعد هر دو سپاه اردوگاه خودشان را در زیر آسمان تاریک و مملو از بادهای قوی برچیدند. آن روز مصادف با یک‌شنبه نخل بود. یک روز مقدس و پراهمیت در میان مسیحیان، با این احوال نیروهای دو سپاه برای نبرد پیش‌رو آماده گردیدند. با توجه به برخی اسناد ادعای تعامل برای جلوگیری از نبرد در آن روز که یک‌شنبه نخل بود مطرح شده اما پذیرش گسترده‌ای برای احتراز از نبرد به واسطهٔ حرمت این روز به عمل نیامد. عموماً نام این نبرد به نام روستای تاوتون شناخته می‌شود، که در نزدیکی میدان جنگ و منطقه تسویه حساب قرار داشت و در آن زمان به عنوان برجسته‌ترین منطقه در آن ناحیه شناخته می‌گردید.
نبرد تاوتون در تاریخ ۲۰ مارس ۱۴۶۱ در نزدیکی روستای تاوتون در یورکشایر انگلستان رخ داد. این نبرد باعث تغییر خاندان پادشاهی در انگلستان گردید. در این نبرد دوک یورک، ادواردEdward IV</ref> از خاندان یورک، توانست به پیروزی دست یابد. وی پس از آوارگی پادشاه، هنری ششمHenry VI</ref> از خاندان لنکستر، با عنوان پادشاه ادوارد چهارم در ۴ مارس ۱۴۶۱ تاجگذاری کرد. او همچنین رئیس خاندان لنکستر و حامیان کلیدی وی را به خارج از کشور تبعید کرد.
این نبرد، در کنار شکست بودیکا در نبرد واتلینگ استریت، به عنوان «بزرگ‌ترین و خونین‌ترین نبرد روی داده در خاک انگلستان» توصیف گردیده‌است. با توجه به رویدادنامه‌ها بیش از ۵۰۰۰۰ سرباز از خاندان‌های یورک و لنکستر برای ساعت‌ها در میان برف و بوران در ۲۰ مارس که مصادف با یک‌شنبه نخل بود، به جنگ پرداختند. یک هفته بعد، خبرنامهٔ منتشر شده که به مخابرهٔ وقایع جنگ می‌پرداخت، گزارش داد که ۲۸۰۰۰ نفر در میدان جنگ کشته شده‌اند.
حکایت‌های معاصر و همدورهٔ هنری ششم، وی را به عنوان یک فرد صلح‌طلب و مؤمن معرفی کرده‌اند، ولی این گزارش متناسب با رفتار جابرانه‌اش در برخورد با دودمان‌های داخلی نیست. به نظر می‌رسد او در مقاطعی همانند جنگ رزها گرفتار جنون می‌گردید. با این احوال، طبیعت و ذات خیرخواه او موجب شد همسرش، مارگارت آنژوMarguerite d'Anjou</ref>، بتواند کنترل پادشاهی را به دست آورد، که همین باعث زوال قدرتش گردید. حکومت بی‌فایده و ناکارآمد وی تنها باعث دلگرمی و تحریک اشراف در جهت فراهم نمودن طرح نقشهٔ تسلط بر او می‌شد و این وضعیت وخیم باعث ایجاد یک جنگ داخلی بین طرفداران او و طرفداران ریچارد، دوک یورکRichard of York, 3rd Duke of York</ref> گردید. پس از اینکه یورک‌ها هنری را در سال ۱۴۶۰ دستگیر کردند، پارلمان انگلستان از یک بند قانون اعلامیه سازشAct of Accord</ref> در رابطه با تعهد اجباری یورک‌ها از هنری به عنوان پادشاه، گذشت. در همان زمان هنری به شکل مشروط آزاد و مجدداً پادشاه گردید، اما حق انتقال قدرت به فرزندش ادوارد وست‌مینسترEdward of Westminster</ref> را نداشت. ریچارد، دوک یورک نیز به عنوان نیابت سلطنت دست یافت به گونه‌ای که پس از مرگ هنری، سلطنت و پادشاهی به ریچارد و خاندان یورک می‌رسید. همسر هنری، مارگارت آنژو از قبول سلب مالکیت فرزندش ادوارد وست‌مینستر، در مقوله جانشینی راستین تاج و تخت سر باز زد، چرا که آن را حق قانونی فرزندش می‌پنداشت. ملکه همراه با ناراضیان لنکستر، یک ارتش را بسیج کرد. مدتی بعد، ریچارد یورک در نبرد ویکفیلد کشته شد و عناوین وی از جمله ادعای او در زمینهٔ تاج و تخت ملغی گردید و همه چیز به پسر ارشد وی، یعنی ادوارد، رسید. اشرافی که تا قبل از این مردد و ناتوان در تبیین ادعای تاج و تخت توسط ریچارد بودند، متوجه شدند که لنکسترها مفاد قانون سازش را که یک قرارداد قانونی بود، زیر پا گذاشته‌اند. طبق یک بند مهم از اعلامیه سازش هنری همچنان پادشاه باقی می‌ماند، اما قادر به انتقال قدرت به فرزندش، ادوارد وست‌مینستر نبود و پس از وی این قدرت به ریچارد دوک یورک و خاندان یورک می‌رسید و در عین حال، هنری و لنکسترها حق رساندن هیچ‌گونه آسیبی به ریچارد دوک یورک را نداشتند، اما واقعهٔ نبرد ویکفیلد و کشته شدن ریچارد، مخالف روح این پیمان اعلامیه سازش بود و همه چیز را ملغی ساخت. و پس از این موضوع بود که ادوارد پشتوانهٔ کافی برای محکوم کردن هنری را به دست آورد و به دنبال آن اعلام پادشاهی نمود. نبرد تاوتون نشانهٔ راستین تأثیر پیروزی نظامی در جهت حکومت بر انگلستان بود.
یورک‌ها وقتی به میدان نبرد رسیدند، تصور خودشان چنین بود که از لحاظ نیروی نظامی برتری دارند، بخشی از نیروی آن‌ها تحت فرمان جان دی موبری، سومین دوک نورفوک قرار داشت، رهبر یورک‌ها، ویلیام نویل، نخستین ارل کنت مشهور به لرد فوکنبرگ، فرامینی را صادر کرد که بر طبق آن به کمانداران دستور داده شده بود تا با استفاده از باد قوی و مناسب از بیشترین بُرد هدف علیه دشمن استفاده نمایند، تبادل تیرها یک طرفه بود به شکلی که برد تیرهای رها شده از کمان لنکسترها به هیچ عنوان به خطوط یورک‌ها نمی‌رسید، همین امر باعث خشمگین شدن و برانگیختن لنکسترها در جهت ترک مواضع خودشان گردید. متعاقب آن، نبرد به جنگ رودررو کشیده شد که برای ساعت‌ها به طول انجامید و باعث خستگی رزمندگان گردید، ورود سربازان نورفولک به جبههٔ نبرد در جهت تقویت یورک‌ها و همین‌طور تشجیع آن‌ها توسط ادوارد باعث شد تا بتوانند حریف را به عقب برانند، بسیاری از لنکسترها در حالی که روی به فرار آورده بودند، کشته شدند. برخی از آن‌ها دیگران را لگدمال می‌کردند و از روی آن‌ها می‌گذشتند و برخی از آن‌ها در رودخانه غرق شدند، به گونه‌ای که رنگ رودخانه برای چند روز به رنگ ارغوانی درآمد، تعدادی از آن‌ها هم به عنوان زندانی گرفته و گردن زده شدند.
بعد از پایان این نبرد، قدرت خاندان لنکستر به شدت کاهش یافت و رو به افول گذاشت، هنری از کشور فرار کرد و بسیاری از پیروان قدرتمند او مُردند یا در تبعید دوران پس از جنگ بودند. مجموعهٔ این اتفاقات به ادوارد اجازه داد تا برای ۹ سال بدون وقفه بر انگلستان حکومت کند. نسل‌های بعدی خاطرهٔ نبرد را در اثر انطباقی چشمگیری از ویلیام شکسپیر با نام هنری ششم: قسمت سوم، بخش سوم، صحنهٔ پنجم یافتند. در سال ۱۹۲۹، یک ستون نشانگر نمادین در میدان وقوع درگیری برای بزرگداشت این رویداد ساخته شد، از باستان‌شناسی‌های بسیار بقایای مختلفی به دست آمد که باعث کشف گورهای دسته‌جمعی مربوط به جنگ مزبور گردید.
با این که هنری به همراه فرزندش در اسکاتلند بود، نبرد تاوتون به کشمکش و نزاع وی بر سرنوشت حاکمیت کشور پایان داد و به واسطهٔ قانون اعلامیه سازش، رهبری مشخص گردید. مردم انگلستان در حال حاضر پذیرفته بودند که ادوارد پادشاه واقعی و برحق است. او توجه خودش را به تحکیم حاکمیت بر کشور گذاشت و این امر با پیروزی و از بین بردن تعدادی از شورش‌های مطرح شده توسط چند لنکستری سرسخت انجام پذیرفت. او چند تن از حامیان خودش را به مقام شوالیه ارتقا داد و همین‌طور چند تن دیگر از حامیان طبقه مرفه خود را نیز به مقام اشرافی رساند. فوکنبرگ نیز بانی مقام ارل کنت گردید و پس از آن به عنوان نخستین ارل کنت شناخته شد.
واریک از حکومت ادوارد پس از پایان نبرد سود بسیار به دست آورد. بخش‌هایی از نورتمبرلند و منابع کلیفورد به وی رسید. عنوان ستوان پادشاه در شمال و فرماندهٔ انگلستان برای وی ایجاد گردید و از ۱۴۶۴ یورک‌ها مقاومت مؤثر تمام لنکسترهای ساکن شمال انگلستان را از بین بردند. سلطنت ادوارد تا سال ۱۴۷۰ میلادی منقطع نگردید. پس از آن، رابطهٔ ادوارد و واریک رو به تیرگی نهاد به گونه‌ای که واریک به سمت لنکسترها گرایش پیدا کرد و همین عمل وی باعث یک تبعید ناخواسته و فرار ادوارد از انگلستان گردید که سرآغاز بازگشت مجدد هنری به تاج و تخت بود. وقفهٔ پیش آمده در حکومت یورک‌ها کوتاه بود، چرا که ادوارد تاج و تخت خود را پس از شکست واریک و لنکسترها در نبرد بارنت به سال ۱۴۷۱ پس گرفت.